# Draposa sebastiani
Espèce
Draposa sebastiani est une espèce d'araignées aranéomorphes de la famille des Lycosidae.

## Distribution
Cette espèce est endémique du Kerala en Inde,. Elle se rencontre dans le district de Wayanad.

## Description
Le mâle holotype mesure 4,10 mm et la femelle paratype 4,47 mm.

## Systématique et taxinomie
Cette espèce a été décrite par Abhijith et Sudhikumar en 2023.

## Étymologie
Cette espèce est nommée en l'honneur de Pothalil Antony Sebastian.

## Publication originale
- Abhijith & Sudhikumar, 2023 : « Description of a new wolf spider species (Arachnida: Araneae: Lycosidae: Draposa) from Western Ghats, India. » Taprobanica, vol. 12, no 1, p. 1-4.